# Paulinho Nogueira
Paulo Artur Mendes Pupo Nogueira, conhecido por Paulinho Nogueira (Campinas, 8 de outubro de 1927 — São Paulo, 2 de agosto de 2003) foi um músico, compositor, cantor, violonista e professor brasileiro.

## Biografia
Paulinho Nogueira teve sua ocupação principal como desenhista, mas não conseguiu prosseguir na carreira e resolveu viver da música como autodidata.
Exímio violonista, foi também um grande compositor, tanto de músicas instrumentais (famosas inclusive fora do Brasil, como as suas Bachianinhas), quanto de músicas com letra como Menina gravada lançada pelo próprio Paulinho Nogueira em 1970 e várias regravações posteriores. Foi inventor da craviola, e o primeiro mestre de Toquinho. Teve músicas gravadas por grandes nomes como Jane Duboc, Jair Rodrigues, Yamandú Costa e Badi Assad, entre muitos outros.
Desde criança se mostrou grande apreciador das músicas de Johann Sebastian Bach, tendo-o como influência para a composição de uma de suas músicas mais famosas, a Bachianinha.

## Discografia
- "A voz do violão" (1959) Columbia LP
- "Brasil, violão e sambalanço" (1960) RGE LP
- "Menino desce daí/Tema do boneco de palha" (1961) RGE 78
- "Sambas de ontem e de hoje" (1961) RGE LP
- "Outros sambas de ontem e de hoje" (1962) RGE LP
- "Mais sambas de ontem e de hoje" (1963) RGE LP
- "A nova bossa e o violão" (1964) RGE LP
- "O fino do violão" (1965) RGE LP
- "Sambas e marchas da nova geração" (1966) RGE LP
- "Paulinho Nogueira" (1967) RGE LP
- "Um festival de violão" (1968) RGE LP
- "Paulinho Nogueira canta suas composições" (1970) RGE LP
- "Dez bilhões de neurônios" (1972) Continental LP
- "Simplesmente" (1974) Continental LP
- "Moda de craviola" (1975) Continental LP
- "Antologia do violão" (1976) Phonogram LP
- "Violão e samba com Paulinho Nogueira" (1979) Phonodisc LP
- "Nas asas do moinho" (1979) Alequim LP
- "O fino do violão volume 2" (1980) Bandeirantes/WEA LP
- "Tom Jobim – Retrospectiva" (1981) Cristal/WEA LP
- "Água branca" (1983) Eldorado LP
- "Tons e semitons" (1986) Independente LP
- "Late night guitar - The brazilian sound of Paulinho Nogueira" (1992) CD
- "Coração violão" (1995) Movieplay CD
- "Brasil musical - Série música viva - Paulinho Nogueira e Alemã" (1996) Tom Brasil CD
- "Reflexões - Reflections (1999) Malandro Records CD
- "Sempre amigos" (1999) Movieplay CD
- "Toquinho Paulinho Nogueira" (1999) Movieplay CD
- "Chico Buarque - Primeiras composições" (2002) Trama CD

## Métodos e livros
- Método Paulinho Nogueira para Violão e Outros Instrumentos de Harmonia (1968)
- Violões em Harmonia (Fita em VHS) (1990)
- Sons e Semitons - livro de partituras (1986)